# Veľké Kozmálovce
Veľké Kozmálovce jsou obec na Slovensku v okrese Levice v regionu Tekov. Z etnografického hlediska je obec zajímavá typickým oděvem (tekovský kroj), který se používá ještě i dnes a typickými zvyky, které patří do tekovského regionu.

## Geografie
Obec leží na levé straně řeky Hron, asi 2 km jižně vzdušnou čarou od Slovenské brány. Obce v okolí jsou: na severu Tlmače (2 km), na východě Rybník (3,5 km) a Hronské Kosihy (5 km), na jihu Starý Tekov (3,5 km) a Hronské Kľačany (4 km) a na západě Malé Kozmálovce (2 km). Okresní město Levice je vzdáleno asi 8 km jižně.

## Historie
První nepřímá písemná zmínka pochází z roku 1322, která uvádí Andreje z Kosmáloviec. První přímá písemná zmínka pochází z roku 1337, kdy se obec uvádí jako Kosmal, později se zmiňuje ještě v roce 1372, ale již pod názvem Nagykozmal. V letech 1986 až 1995 byly Veľké Kozmálovce přičleněny k městu Tlmače.

### Historické názvy obce
- 1773 – Nagy-Kozmál, Nagy-Koszmál, Welke Kozmalowcze
- 1786 – Nagy-Kozmal, Welké Kozmalowcze
- 1808 – Nagy-Koszmál, Welké Kozmálowce
- 1863 – 1913 – Nagykoszmály
- 1920 – Veľké Kosmalovce
- 1927 – 1986 – Veľké Kozmalovce
- 1986 – 1995 – Tlmače, časť Veľké Kozmálovce

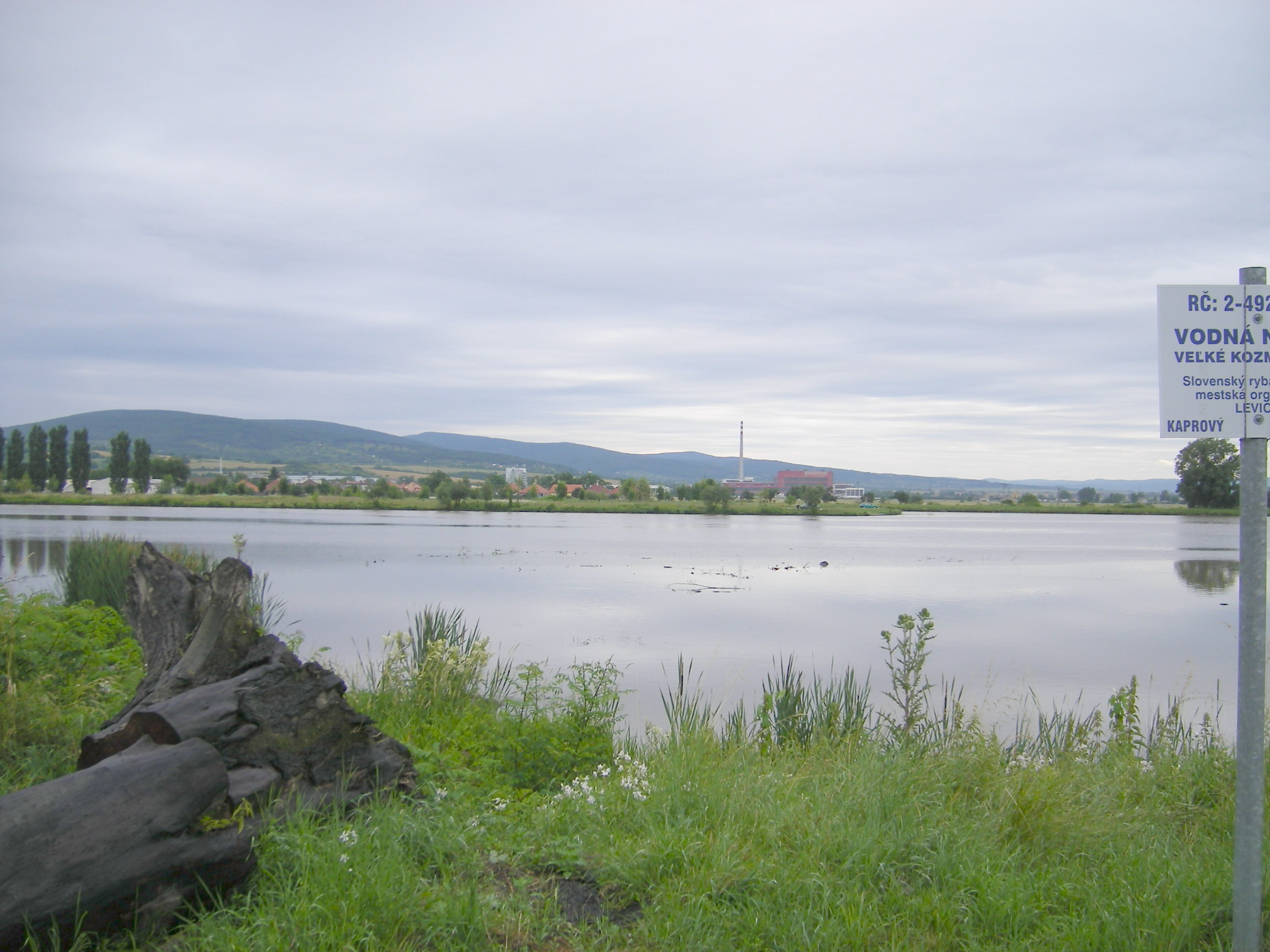
Vodní nádrž Veľké Kozmálovce

- 1995 – Veľké KozmálovceVodní nádrž Veľké Kozmálovce

## Pamětihodnosti
- Římskokatolický kostel Všech svatých, jednolodní barokní stavba z roku 1752 s půlkruhově ukončeným presbytářem a představenou věží[3]
- Socha Nejsvětější trojice z roku 1937, dar amerických Slováků

## Vodní dílo Veľké Kozmálovce
U obce na řece Hron byla pro potřebu chlazení Jaderné elektrárny Mochovce vybudována vodní nádrž, na které je též instalována vodní elektrárna.

## Doprava
- stanice Velké Kozmálovce na elektrifikované železniční trati Nové Zámky – Zvolen
- regionální autobusová linka Levice – Tlmače